# Cerro Negro de Mayasquer
Cerro Negro de Mayasquer é um vulcão dos Andes na fronteira entre a Colômbia e o Equador. Fica a 3 quilômetros a noroeste do vulcão Chiles, e os dois picos são considerados parte do mesmo complexo vulcânico de Chiles-Cerro Negro. Estes vulcões, juntamente com o Cumbal, são do tipo andesítico. Uma erupção de 1936 relatada pela agência governamental colombiana INGEOMINAS pode ter sido do vulcão equatoriano Reventador, caso contrário, o vulcão não entra em erupção há cerca de 160.000 anos.